# Isla Gaviota
La isla Gaviota es una pequeña isla marítima deshabitada de la Argentina ubicada en el Departamento Florentino Ameghino de la Provincia del Chubut, cuyas medidas máximas son 320 m de longitud y 170 m de ancho máximo. Presenta una forma alargada con el eje mayor en sentido norte-sur. Se halla en el mar Argentino al suroeste de bahía Melo en el extremo norte del golfo San Jorge.
La isla Gaviota forma parte de un pequeño archipiélago ubicado a 5 km al sur de bahía Melo que también lo integran la  isla Tova, la isla Tovita (encontrándose a 300 metros al norte de ésta), la Isla Sur, la isla Este, los islotes Goëland, islote Gran Robredo, islote Pequeño Robredo, y varios otros islotes y rocas.
Se trata de una isla pedregosa, de playas rocosas y restingas costeras. En estas islas existían guaneras que fueron explotadas comercialmente hasta principios de la década de 1990.
En 2008 se creó el Parque Interjurisdiccional Marino Costero Patagonia Austral, el cual incluye a la isla Gaviota.